# Deauville
Deauville é uma comuna francesa na região administrativa da Normandia, no departamento Calvados. Estende-se por uma área de 3,57 km². Em 2010 a comuna tinha 3 655 habitantes (densidade: 1 023,8 hab./km²).194 hab/km².